# Partit de Tots els Pobles
El partit de Tots els Pobles (All People's Party, APP) és un partit polític nigerià anterior. Va ser format a finals de 1998 durant la transició de govern militar a civil per una coalició d'associacions que van rebre un suport considerable sota el règim de Sani Abacha.
La majoria de el suport del partit va venir de la regió del Cinturó del Mig (Middle Belt) i parts del Nord.
Després de les eleccions de governadors el gener de 1999, el partit Democràtic dels Pobles de Nigèria (PDP) va emergir com el partit polític dominant. Com a resultat, l'APP i un altre partit - l'Aliança per la Democràcia (AD), van formar una coalició per disputar l'elecció presidencial. Olu Falae de l'AD va ser escollit com el candidat a la presidència de la coalició, mentre Umaru Shinkafi de l'APP va ser escollit com el seu company de cartell.
En el 20 de febrer de 1999 en les eleccions legislatives, l'APP va guanyar 23 escons de 109 al Senat i 68 de 360 seients en la Cambra de Representants. L'elecció presidencial, feta el 29 de febrer de 1999, va ser guanyada pel candidat del PDP Olusegun Obasanjo. Va rebre 62.78% del vot comparat al 37.22% del cartell Falae/Shinkafi.
Després, l'APP va patir una escissió i va canviar de nom el 2002 esdevenint el Partit dels Pobles de Tota Nigèria (ANPP).